# Upplandskubb

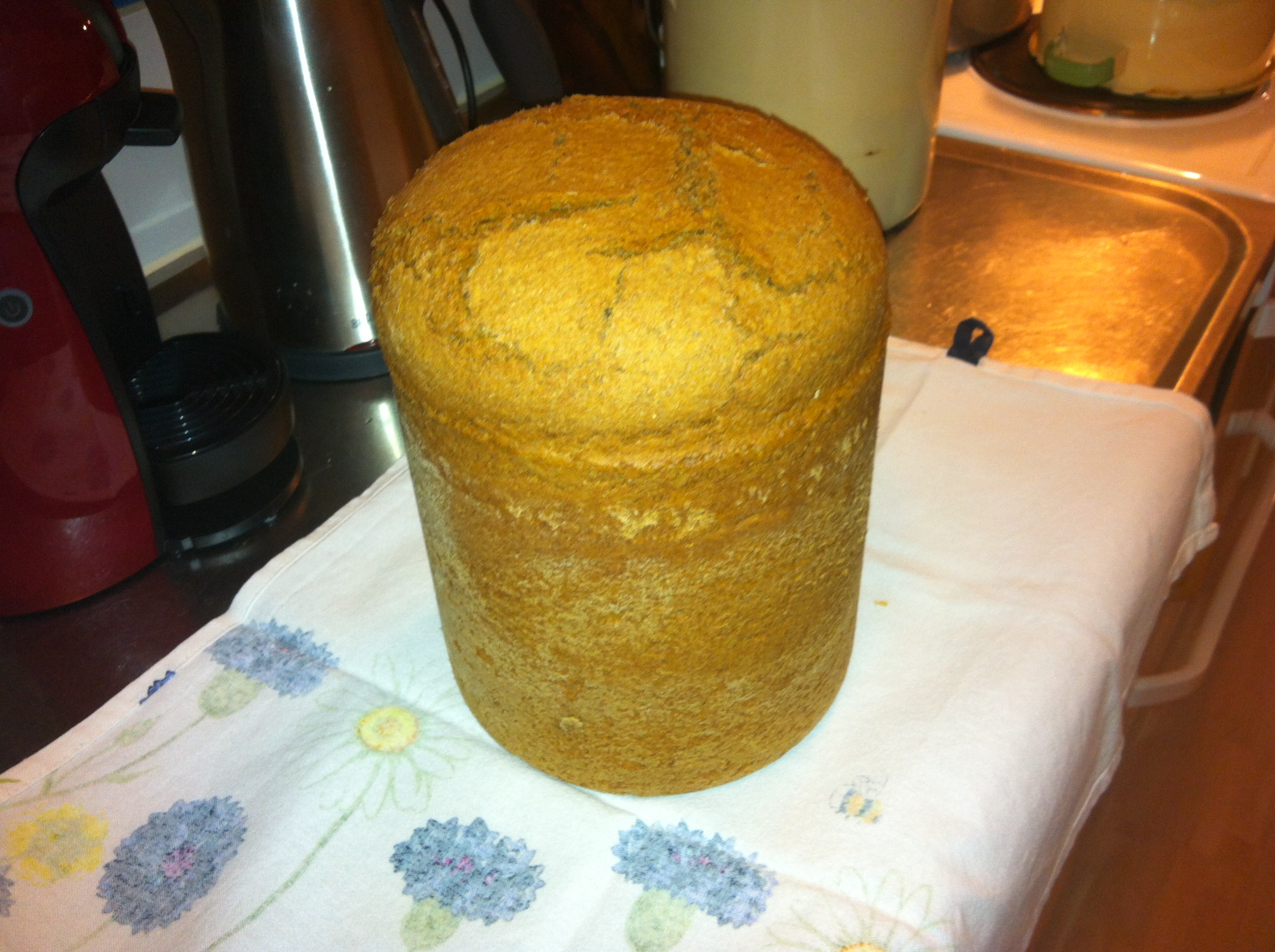
En unik kokad limpa från Uppland.

Upplandskubb är ett gammaldags bröd som var vanligt i Uppland förr i tiden. Det delas vertikalt i fyra tårtbitar och skärs sedan på tvären i, för brödet typiska, kvartscirklar. Brödet serveras gärna tillsammans med gravad strömming eller istersmör och rödlök. Upplandskubb är unikt i Sverige därför att det är det enda bröd som ska gräddas i vattenbad. Det ska jäsa i tre timmar eller längre, och gräddas minst fyra timmar. Brödet ska vila ett dygn innan det skärs upp, vilket ger ett saftigt och mustigt bröd. Det var tidigare särskilt uppskattat under julhelgen. 
Upplandskubb anses idag så unikt att det tilldelats "skyddad ursprungsbeteckning" genom EU:s regelverk för skyddade beteckningar, något som föreningen Upplandskubbens Vänner har arbetat hårt för.

## Historik
De äldsta belagda recepten på Upplandskubb är från senare halvan av 1800-talet, då den 1895 grundade Fackskolan för huslig ekonomi i Uppsala, som utbildade lärarinnor och husmödrar i matlagning, näringslära och huslig ekonomi, införlivade Upplandskubb i sin receptsamling. Receptet har sedan spridits, bland annat via elevernas receptböcker. Företaget Upplandskubben AB startade produktion av Upplandskubb på 1920-talet och bidrog därmed till att göra brödet känt utanför Uppland. Vikande ekonomi gjorde dock att produktionen lades ner 1991.

## Om ursprungsskydd
"Skyddad ursprungsbeteckning" är den högsta skyddsklassen för livsmedel. Utöver dessa finns även "Skyddad geografisk beteckning" och "Garanterad traditionell specialitet". År 2014 fick Upplandskubb beteckningen "skyddad ursprungsbeteckning". Det innebär bland annat att bröd som säljs som Upplandskubb måste vara bakat enligt en beskriven metod och med ingredienser från regionen, samt att själva bakningen måste ha skett i regionen. Sverige har idag (2021) åtta livsmedel registrerade enligt detta system. Kalixlöjrom, Vänerlöjrom, Upplandskubb, Bruna bönor från Öland, Skånsk spettekaka, Sveciaost, Falukorv och Hushållsost. I jämförelse kan nämnas att Italien har närmare 400 registrerade livsmedel och Frankrike cirka 300.

## Att baka upplandskubb
Upplandskubb gräddas i en cylindrisk form med lock. Traditionellt har en plåtburk, mjölkflaska, mjölkhämtare eller mjölkkruka med lock använts, medan en syltkittel, konserveringsgryta eller stor gryta med lock fungerat som vattenbad. I Upplandskubb används osiktat grovt rågmjöl och sirap, som kan vara traditionell ljus eller mörk. Så kallad brödsirap, svart sirap, bagerisirap, vit sirap eller andra sirapskvaliteter används inte vid bakning av traditionell Upplandskubb.

## Föreningen Upplandskubbens Vänner

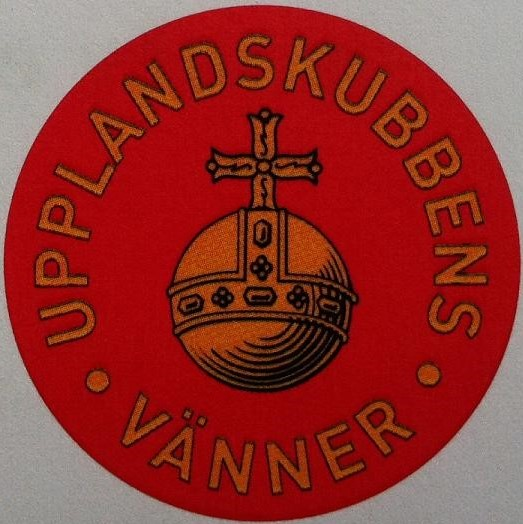
Upplandskubbens Vänners logotyp.

Upplandskubb är idag förhållandevis okänd i Sverige. Den ideella föreningen Upplandskubbens Vänner har bildats, med målet att bevara Upplandskubb och göra den till en levande del av Upplands kultur. Föreningen ska främja spridning av kunskap om brödet och söker också olika recept och annan kunskap för att tydliggöra och dokumentera brödets historia. Föreningens vision är att fler privatpersoner, bagare och bagerier ska baka Upplandskubb, så att brödet blir tillgängligt för fler och på så vis ytterligare befästs i det svenska matarvet.